# Johannes Ritzkowsky
Johannes Ritzkowsky (* 24. Juni 1946 in Eschwege) ist ein deutscher Hornist und Dozent an einer Musikhochschule.
Ritzkowsky studierte nach dem Abitur an den Musikhochschulen Darmstadt und Essen Horn. 1967 erhielt er eine Stelle als Hornist am Landestheater in Darmstadt und wurde 1969 als Solohornist am Radio-Sinfonieorchester Stuttgart berufen. Seit 1979 ist er Solohornist im Symphonieorchester des Bayerischen Rundfunks.
Neben seiner Orchestertätigkeit ist Ritzkowsky auch als Lehrer tätig, so von 1973 bis 1980 an der Musikhochschule Stuttgart. Seit 1988 unterrichtet er Horn am Richard-Strauss-Konservatorium München, das seit 2008 zur Hochschule für Musik und Theater München gehört.
Ritzkowsky hat auch zahlreiche Meisterkurse in Deutschland, Frankreich, Ungarn, Israel, Japan sowie in Amerika gegeben. Er ist als Solist international aufgetreten, u. a. mit den Dirigenten Sergiu Celibidache, Colin Davis, Lorin Maazel oder Wolfgang Sawallisch.

## Preise
- 1971: Internationaler Musikwettbewerb in Genf
- 1973: 2. Preis beim ARD-Musikwettbewerb in München[1]

## Quelle und Weblink
- http:/ /www.br-online.de/br-klassik/br-symphonieorchester/besetzung-horn-johannes-ritzkowsky-ID121559907944.xml